# ドレスデンの路面電車
ドレスデンの路面電車（ドレスデンのろめんでんしゃ）は、ドイツ・ザクセン州の州都ドレスデン市内とその周辺に路線を持つ路面電車網である。1872年に馬車鉄道として開業し、1903年に全路線での電気運転を開始した。1993年からはドレスデン交通企業体（DVB）によって管理運営されている。
路面電車の貨物列車「カーゴトラム」（CarGoTram）を運行していることでも知られる。

## 概要
2016年現在は12の路線、総延長130km余り、路線延長では210kmに及ぶ路線網を有している。この路線延長は人口50万人規模の都市としては大きいが、これは東ドイツ当時から市内交通の基幹と位置づけられ、また国内事情からモータリゼーションの影響が少なく大幅な廃止を免れたからである。21世紀に入ってからは路面電車の役割が見直されたこともあり路線の新規延長も行われるようになっており、更なる新線の延長計画や廃線の復活計画も持ち上がっている。
大半の区間が複線となっているが、11kmあまりの区間が単線である。
ドレスデンの路面電車は1450mmの独自軌間を用いている。また、ケルンのような高床式プラットホームや路面電車用トンネルなどを持たない。終点ではループ線を用いて方向転換を行うため、カーゴトラムを除く車両は全て運転席が前方のみ、乗降ドアも片側のみとなっている。

## 歴史
1872年に馬車鉄道として開業した最初の路線は、市の中心部Pirnaischer Platz(ピルナ広場)と東側のBlasewitz（ブラーゼヴィッツ）を結ぶものだった。路線は順次延伸して行き、1899年にはそれまで運行していた乗合馬車（オムニバス）を置き換えた。
1893年に初めて電車が走った。全線が電車化されるまでは丸10年を費やし、1903年から全線で電車の運行が始まった。
初期には2つの会社がそれぞれに路線を運行していた。この2つの会社は車体の色から『黄』『赤』と呼ばれたという。1906年に双方の路線を統一してドレスデン市の運営する市電（Städtische Straßenbahn zu Dresden）となった。1909年には郊外に路線を持つ2つの私鉄線を市電路線網に併合した。この内の1つは現在も第4系統として現役である。
1930年、市電は民営化されて「ドレスデン路面電車株式会社」（Dresdner Straßenbahn AG）となった。1941年にはDRÜVEG（ドレスデン陸上輸送有限会社）を買収し、同社の路面電車網を傘下に納めた。
1945年2月のドレスデン空襲によって当時の総延長の75%がダメージを受け大打撃を蒙った。終戦後5月には運行を再開したものの、中心部における被害は甚大であり、いくつかの路線では夏ごろまで運転できない状態が続いた。1950年まで、いくつかの路線はより重要な路線を復旧するために資材を供出して休止している。
第二次世界大戦の終結後、ドレスデンはドイツ分裂に伴い東ドイツの統治下に置かれた。そのため、路面電車も東ドイツと関係の深い、いわゆる東側の車両が使われるようになる。そのなかでも1960年代後半からはチェコのタトラ社製の車両が導入された。
東西ドイツが再統一されるとモータリゼーションがそれまで遅れがちだった旧東ドイツの各都市にも到来し、その過程でドレスデンの路面電車網もいくらか縮小を余儀なくされた。しかし、どちらかといえば末端部や比較的利用が少ない区間のバス転換に留まり現在でもドレスデンの市内交通の基幹として機能し続けている。
1993年には市電以外の市内交通（路線バス、索道、フェリーを含む）も含むドレスデン交通企業体（Dresdner Verkehrsbetriebe：DVB）の傘下となり今に至る。

## 車両
かつてのドレスデンの路面電車といえばタトラT3に代表され、タトラカーと総称される東側標準車たちであったが、現在ではボンバルディア製（ボンバルディアに吸収された旧DWA製の車両も含めて）の新型電車が多数投入されており、従前のイメージとは異なった様相になっている。かつてのタトラカーは、現在では比較的経年の若いタトラT4のみ少数が残っている。

## 路線

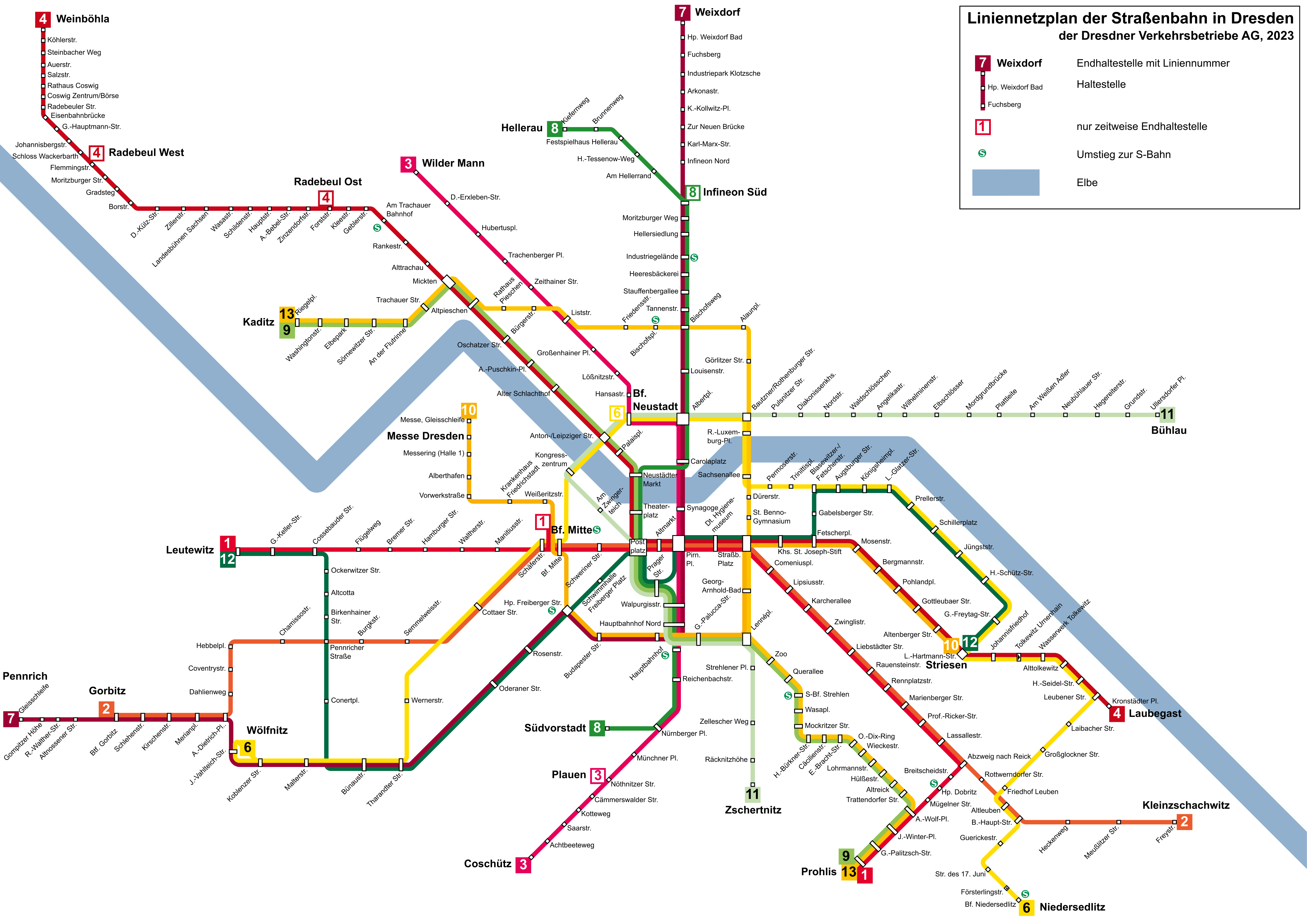
運転系統図（2012年）

| 路線番号 | 経由地 | 長さ     | 所要時間 | 停留所数      |
| -------- | --- | -------- | -------- | ------------- |
| 1        | Prohlis – Gruna – Straßburger Platz – Postplatz – Bahnhof Mitte – Friedrichstadt – Leutewitz                       | 15.4km   | 47分     | 34            |
| 2        | Kleinzschachwitz – Gruna – Straßburger Platz – Postplatz – Bahnhof Mitte – Cotta – Gorbitz                         | 18.2km   | 55分     | 38            |
| 3        | Coschütz – Plauen – Hauptbahnhof – Pirnaischer Platz – Albertplatz – Bahnhof Neustadt – Trachenberge – Wilder Mann | 11.9ｋｍ | 38分     | 25            |
| 4        | Laubegast – Striesen – Straßburger Platz – Postplatz – Mickten – Radebeul – Coswig – Weinböhla                     | 28.9km   | 79分     | 56/57         |
| 6        | Niedersedlitz – Blasewitz – Albertplatz – Bahnhof Neustadt – Bahnhof Mitte – Löbtau – Wölfnitz (– Gorbitz)         | 22.0km   | 67分     | 44/45 (48/49) |
| 7        | Pennrich – Gorbitz – Löbtau – Hauptbahnhof – Pirnaischer Platz – Albertplatz – Klotzsche – Weixdorf                | 23.2km   | 63分     | 43/44         |
| 8        | Südvorstadt – Hauptbahnhof – Postplatz – Albertplatz – Hellerau                                                    | 13.4km   | 40分     | 27            |
| 9        | Prohlis – Strehlen – Zoo – Hauptbahnhof – Postplatz – Mickten – Kaditz                                             | 17.0km   | 51分     | 40            |
| 10       | Striesen – Straßburger Platz – Hauptbahnhof – Bahnhof Mitte – Vorwerkstraße (Friedrichstadt)– Messe Dresden        | 11km     | 32分     | 23            |
| 11       | Zschertnitz – Hauptbahnhof – Postplatz – Bahnhof Neustadt – Albertplatz – Weißer Hirsch – Bühlau                   | 15.9km   | 48分     | 31            |
| 12       | Striesen – Blasewitz – Straßburger Platz – Postplatz – Löbtau – Cotta – Leutewitz                                  | 14.5km   | 49分     | 32/33         |
| 13       | Prohlis – Strehlen – Zoo – Straßburger Platz – Neustadt – Pieschen – Mickten (– Kaditz)                            | 14.7km   | 48分     | 37 (43)       |